# Björn Malmroos
Björn Erik Berthold Malmroos, född 16 januari 1936 i Gävle, död 8 januari 1996 i Malmö, var en svensk friidrottare (sprinter). Han tävlade för Malmö AI. Han utsågs 1956 till Stor grabb nummer 188 i friidrott.
Malmroos var under 1950- och 1960-talet en av Sveriges snabbaste män. Han erövrade åtta individuella SM under sin aktiva tid. Han representerade ofta det svenska landslaget på 100 m, 200 m och korta stafetter.

## Personliga rekord
- 100 m: 10,5 s (Rom Italien, 12 oktober 1957)[8]
- 200 m: 21,5 s (Köln Västtyskland, 14 oktober 1956)[12]
- 400 m: 48,1 s (Åbo Finland, 19 september 1958)[13]

### Fotnoter
1. 1 2 3 4  Svensk Filmdatabas, Svenska Filminstitutet, Svensk filmdatabas person-ID: 232605.[källa från Wikidata]
2. ↑  Svenskagravar, läs onlineläs online.[källa från Wikidata]
3. 1 2 3 4 5 6   Svenska Mästerskapen i friidrott 1896-2005. Trångsund: Erik Wiger/TextoGraf Förlag. 2006. ISBN 91-631-9065-6, sid 36
4. 1 2 3 4 5 6   Svenska Mästerskapen i friidrott 1896-2005. Trångsund: Erik Wiger/TextoGraf Förlag. 2006. ISBN 91-631-9065-6, sid 40
5. 1 2 3 4   Svenska Mästerskapen i friidrott 1896-2005. Trångsund: Erik Wiger/TextoGraf Förlag. 2006. ISBN 91-631-9065-6, sid 151
6. 1 2 3 4 5   Svenska Mästerskapen i friidrott 1896-2005. Trångsund: Erik Wiger/TextoGraf Förlag. 2006. ISBN 91-631-9065-6, sid 152
7. 1 2 3   Svenska Mästerskapen i friidrott 1896-2005. Trångsund: Erik Wiger/TextoGraf Förlag. 2006. ISBN 91-631-9065-6, sid 152
8. 1 2   Sverigebästa genom tiderna i friidrott. Trångsund: Bengt Holmberg/TextoGraf Förlag. 2009. ISBN 978-91-977146-3-1, sid 34
9. ↑  Personsida på Svensk Filmdatabas Läst 2015-07-17
10. ↑  friidrott.se:s Stora Grabbar-sida Arkiverad 31 mars 2016 hämtat från the Wayback Machine. Läst 2015-06-24
11. ↑  Stora grabbars märke Läst 2015-06-24
12. ↑   Sverigebästa genom tiderna i friidrott. Trångsund: Bengt Holmberg/TextoGraf Förlag. 2009. ISBN 978-91-977146-3-1, sid 67
13. ↑   Sverigebästa genom tiderna i friidrott. Trångsund: Bengt Holmberg/TextoGraf Förlag. 2009. ISBN 978-91-977146-3-1, sid 90